# Ilorin
Ilorin város Nigéria területén, Kwara szövetségi állam székhelye. Lakossága 847 ezer fő volt 2007-ben.
Ipari-, kereskedelmi- és közlekedési központ egy mezőgazdasági vidéken, ahol túlnyomórészt gabonaféléket, burgonyát és földimogyorót termesztenek. Fő iparágai: cukorfinomítás, élelmiszeripar, cigaretta- és gyufagyártás. A hagyományos iparágak közé tartozik a fazekasság, szövés, kelmefestés, lábbelikészítés. A város ötvözi a fula, hausza, joruba és más afrikai népek kultúráját.

## Fordítás
Ez a szócikk részben vagy egészben  az   Ilorin című német Wikipédia-szócikk fordításán alapul.  Az eredeti cikk szerkesztőit annak laptörténete sorolja fel. Ez a jelzés csupán a megfogalmazás eredetét és a szerzői jogokat jelzi, nem szolgál a cikkben szereplő információk forrásmegjelöléseként.
Ez a szócikk részben vagy egészben  az   Ilorin című angol Wikipédia-szócikk fordításán alapul.  Az eredeti cikk szerkesztőit annak laptörténete sorolja fel. Ez a jelzés csupán a megfogalmazás eredetét és a szerzői jogokat jelzi, nem szolgál a cikkben szereplő információk forrásmegjelöléseként.